# Sněžný potok (přítok Ličné)
Sněžný potok je potok v Krkonoších, pramenící na luční enklávě Sněžné Domky na Rýchorách. Je pravostranným přítokem říčky Ličné.
Sněžný potok pramení v nadmořské výšce 960 m u jedné ze dvou chalup na luční enklávě Sněžné Domky na severovýchodním svahu Dvorského lesa na Rýchorách. Na prvním úseku teče prudkým spádem Černou roklí k severovýchodu do dolní části vesnice Rýchory (Žacléř), kde se stáčí k jihovýchodu a pod horskou chatou Ozon jej posílí levostranný přítok Vizovský potok, sbírající vodu z údolí vsi Rýchory a osady Vizov. Poté vody Sněžného potoka dotečou Sněžným údolím do Prkenného Dolu, kde potok protéká těsně okolo kaple svaté Anny.

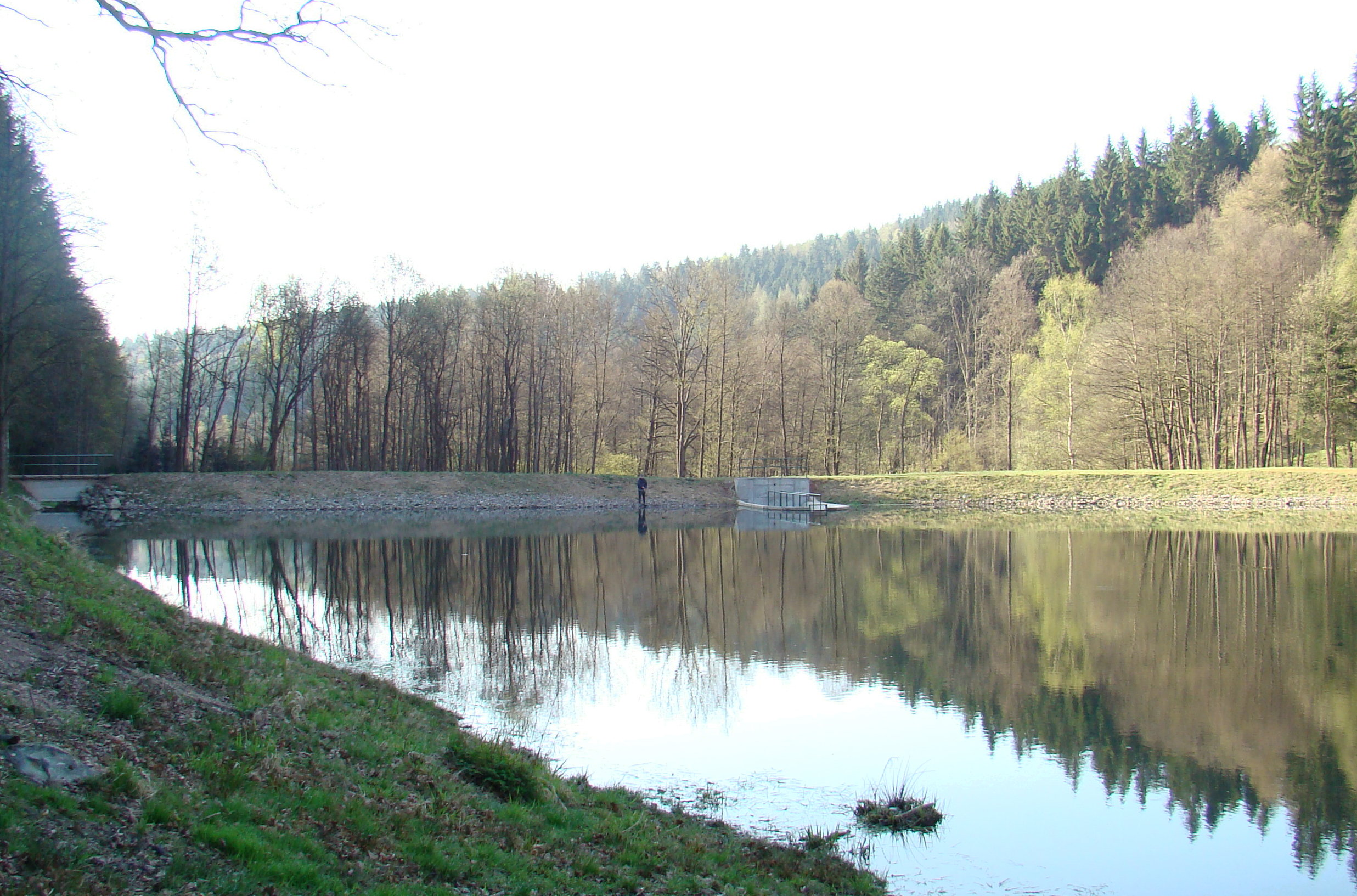
Rybník na Sněžném potoce v Prkenném Dole

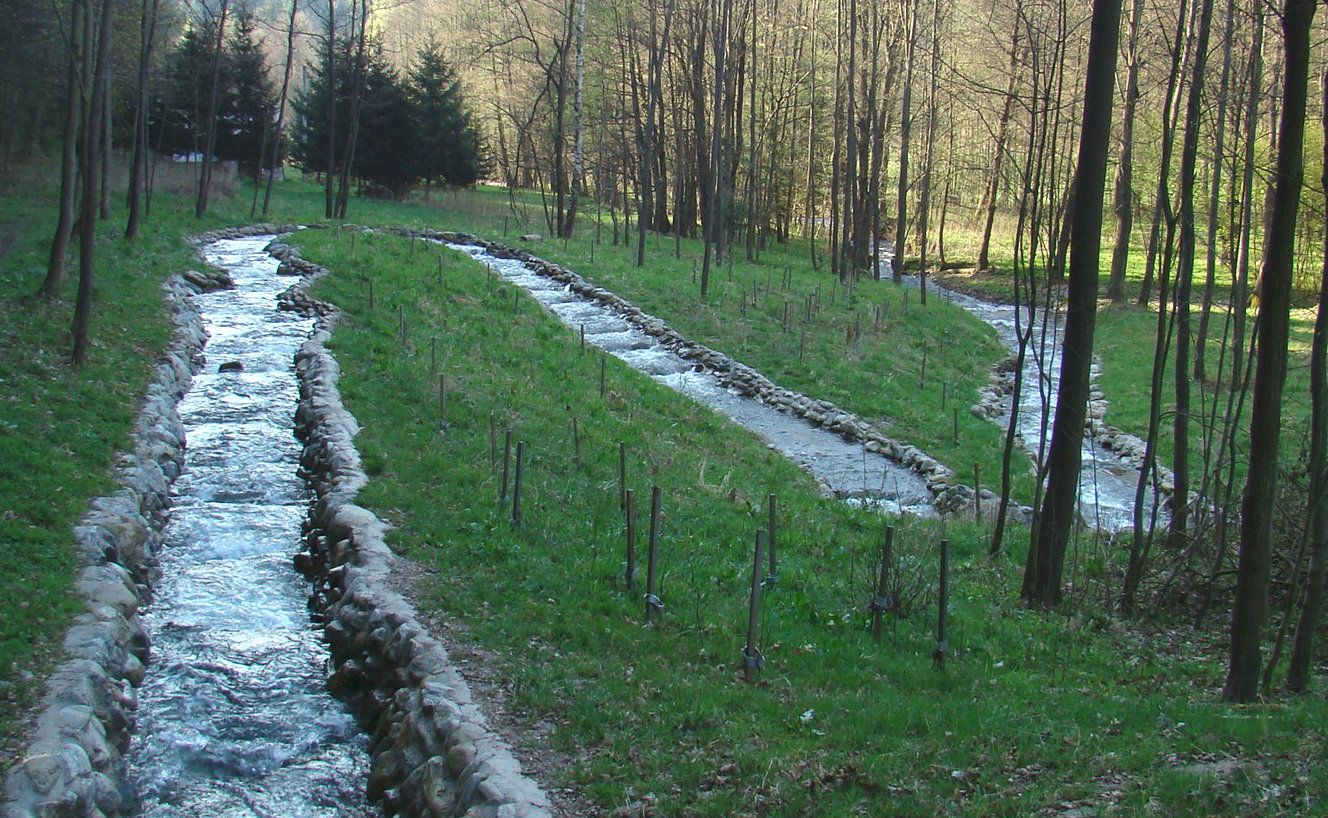
Rybí přechod u rybníka v Prkenném Dole

Asi půl kilometru za obcí je na potoce vybudován rybník, který původně sloužil jako zásobárna vody pro později zaniklý mlýn. U rybníka je vybudováno posezení a ohniště, jeho rekreační využití je ale limitováno velmi studenou vodou Sněžného potoka. Protože hráz rybníka představuje bariéru pro migraci pstruhů, byl v roce 2007 na levé straně rybníka zbudován obtokový rybí přechod.
Potok se vlévá do Ličné v Malém Křenově, místní části Bernartic, v nadmořské výšce 440 m.